# 大溪社
大溪社，俗稱大溪神社，為臺灣日治時期在新竹州大溪郡大溪街（今桃園市大溪區）大溪公園內的神社。

## 歷史
大溪社選址於新竹州大溪郡大溪街字草店尾193番地（今大溪公園內）興建，於昭和7年（1932年）10月30日鎮座。祭祀開拓三神（大國魂命、大己貴命、少彥名命）、北白川宮能久親王。例祭日10月30日。1939年當時由時任縣社新竹神社社司宮島由多加管理。
戰後神社廢止，並陸續拆除原有建物。民國54年（1965年）在拜殿原址上建立涼亭-超然亭。後整修原參道並新設5對石燈籠，也將原有石燈籠構件集中安置於參道旁至今。

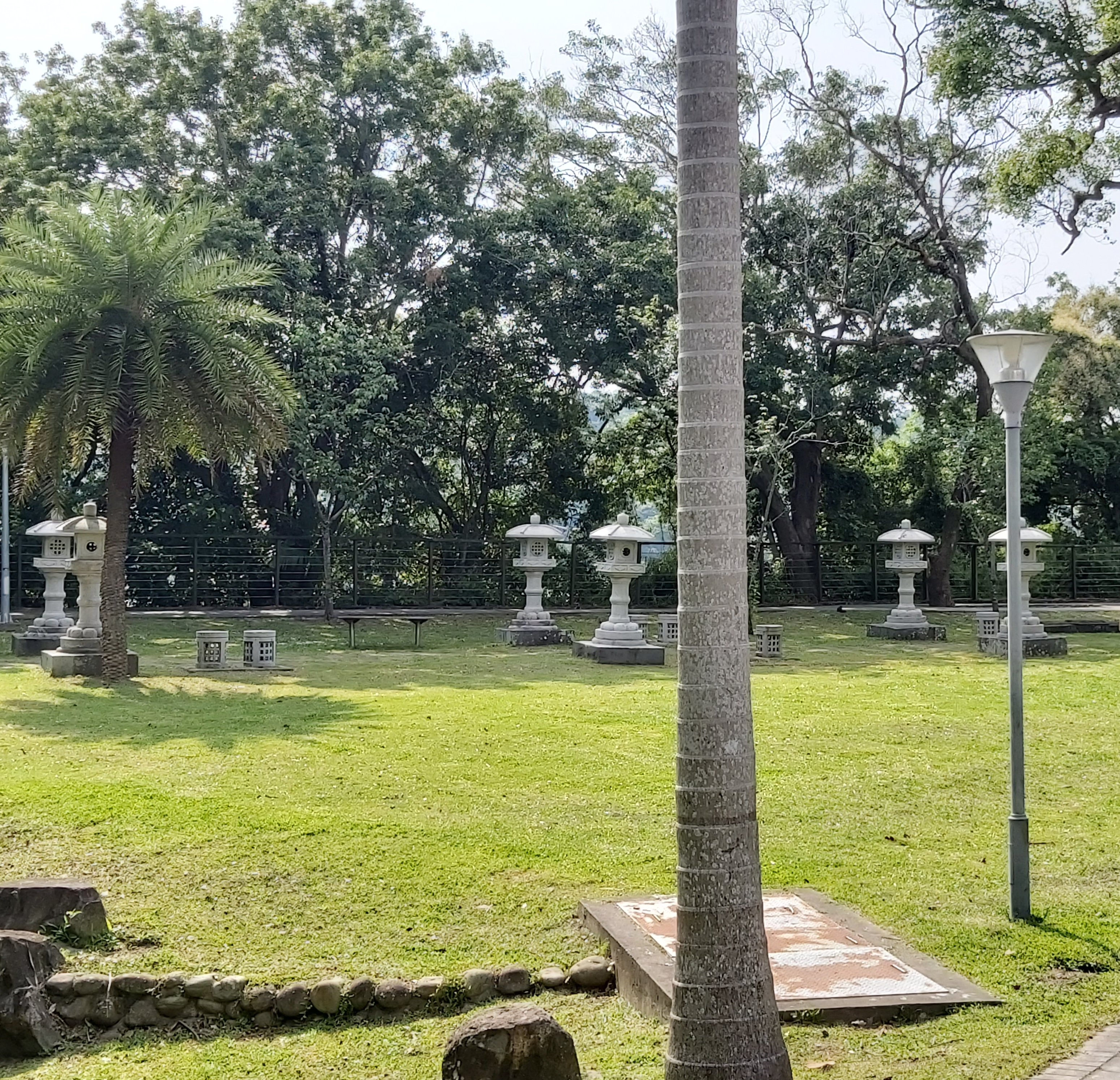
石燈籠
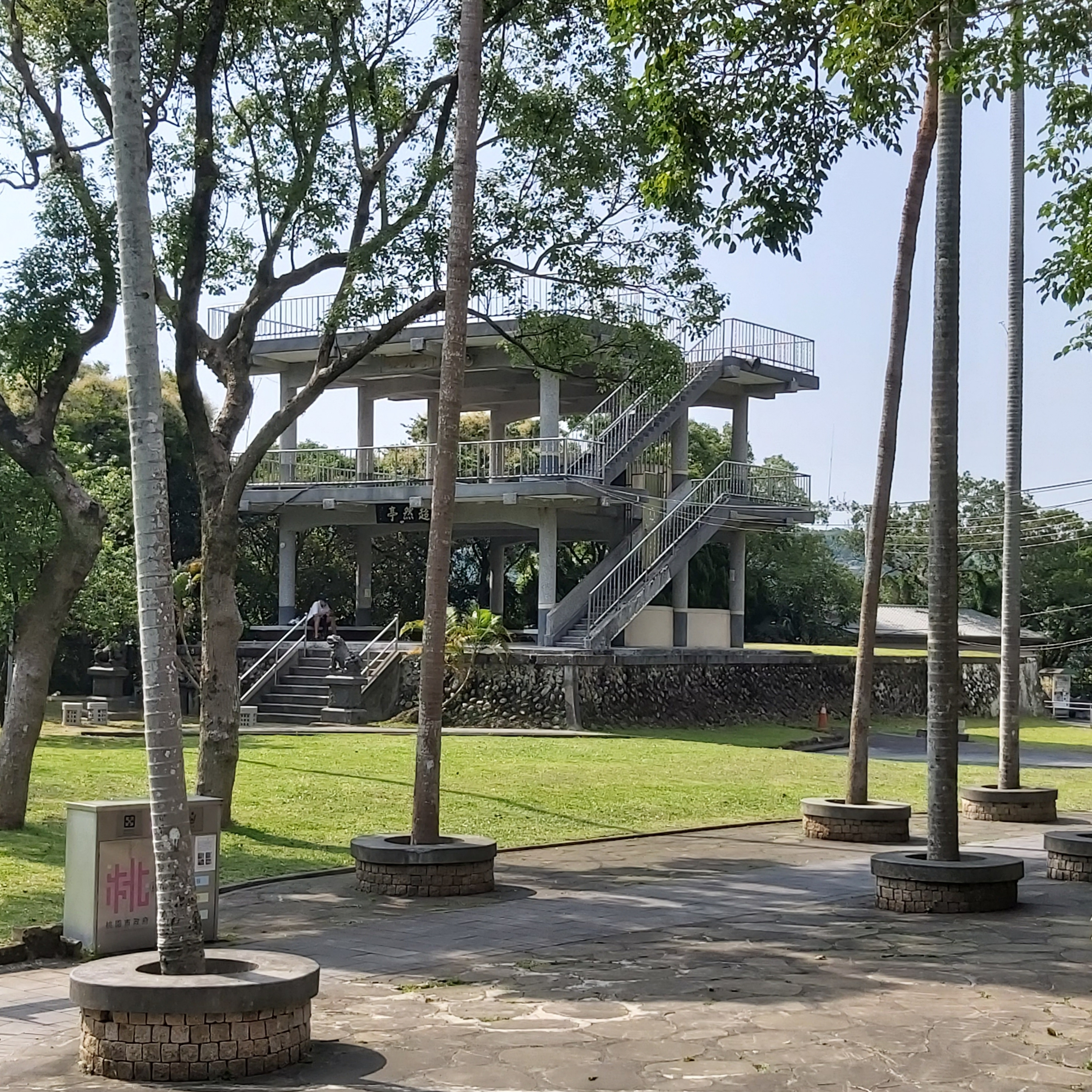
超然亭

## 神社建築
大溪社原配置有參道、社號標、下乘札、神明鳥居2基（其中一之鳥居和石狛犬皆由大溪菸草小賣人組合長加藤仁作出資奉納）、切妻造手水舍、石燈籠4對、石狛犬1對、神明造拜殿、玉垣與駁坎、神明造本殿。現存神社主體部分基座、石狛犬和燈籠構件若干。

## 關連項目
- 臺灣神社列表